# پری فردی
پری فردی (انگلیسی: Pari Fardi; متولد ۱۵ اسفند ۱۳۲۶ خورشیدی در تهران) بازیکن والیبال و مربی ایرانی است. وی همسر پرویز سیروس‌پور است.

## زندگی ورزشی

تیم ملی والیبال، دقایقی پیش از دریافت نخستین مدال تاریخ والیبال بانوان ایران. دوشنبه ۲۸ آذر ماه ۱۳۴۵ در تالار سرپوشیده بانکوک. بانوان شایسته بترتیب از راست: دکتر لیلی امامی، دکتر عذرا ملک، ژاله سید هادی‌زاده، پری فردی، دکتر مینا فتحی، روحی پند نواز، نسرین شکوفی، مهری خرازی و ماری تت (کاپیتان)

وی از سال ۱۳۴۵ تا ۱۳۵۵ بازیکن تیم ملی والیبال بود. در ششمین دوره بازی‌های آسیایی در بانکوک به همراه تیم ملی والیبال زنان ایران حضور پیدا کرد و مفتخر به کسب مقام سوم و مدال برنز گشت. این اولین مدال آسیایی ورزش زنان ایران بود.

## کارنامه ورزشی
در سطح ملی
- مقام سوم در بازی‌های آسیایی بانکوک ۱۹۶۶[۴]
- رتبه چهارم در بازی‌های آسیایی بانکوک ۱۹۷۰
- رتبه پنجم در بازی‌های آسیایی تهران ۱۹۷۴

در سطح باشگاهی
- - قهرمان باشگاه‌های تهران: ۱۳۵۰ (تاج)
- قهرمان تورنمنت جام کوروش کبیر: ۱۳۵۰ (تاج)
- قهرمان ایران: ۱۳۴۸، ۱۳۵۰ و ۱۳۵۲ (با تیم تهران)
- قهرمان آموزشگاه‌های تهران: ۱۳۴۲ (دبیرستان ۲۵ شهریور)